# Sam Farr

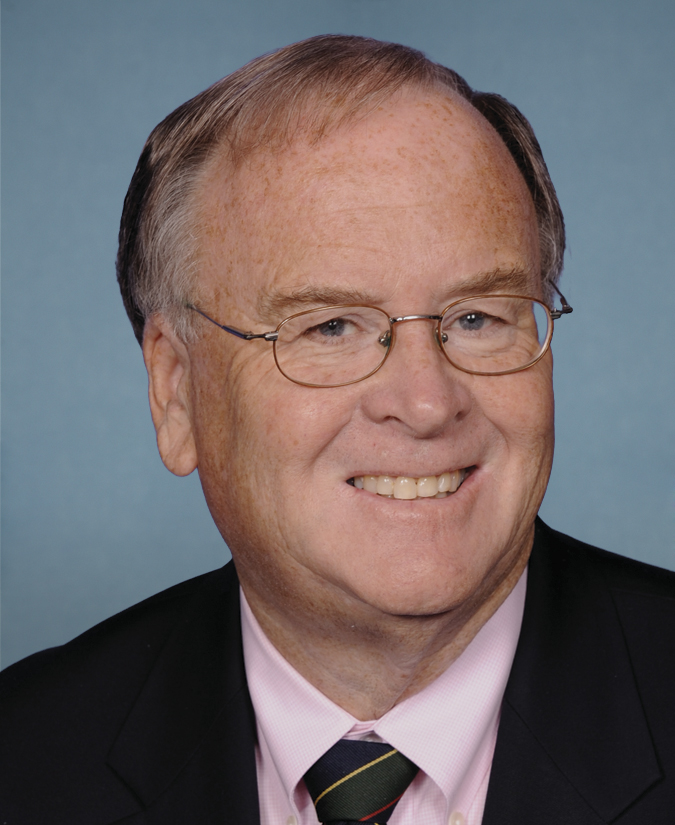
Sam Farr (2011)

Samuel Sharon „Sam“ Farr (* 4. Juli 1941 in San Francisco, Kalifornien) ist ein US-amerikanischer Politiker der Demokratischen Partei. Zwischen 1993 und 2017 vertrat er zuerst den 17. und ab 2013 dann den 19. Distrikt des Bundesstaats Kalifornien im US-Repräsentantenhaus. 

## Leben und Werdegang
Farr wuchs in Carmel auf. Sein Vater war der Senator von Kalifornien Fred Farr. 1963 graduierte er in Biologie an der Willamette University in Salem (Oregon). Er besuchte 1964 das Monterey Institute of International Studies und bis 1968 die Fakultät für Jura an der Santa Clara University. Er spricht fließend Spanisch. Von 1964 bis 1966 war er für das Friedenscorps in Kolumbien tätig. Er war 1975 von 1980 Supervisor (entspricht in etwa dem dts. Landrat) im Monterey County und von 1980 bis 1993 Abgeordneter in der California State Assembly. Von 1993 bis 2011 vertrat er als Nachfolger von Leon Panetta den 17. Kongresswahlbezirk des Bundesstaates Kalifornien im US-Repräsentantenhaus. Ab 2013, bis zum Ende seiner Amtszeit 2017, vertrat er den 20. Kongresswahlbezirk.

## Parlamentsarbeit
Er war zuletzt Mitglied in folgenden Ausschüssen des Repräsentantenhauses:
- House Committee on Appropriations
  - Subcommittee on Agriculture, Rural Development, Food and Drug Administration, and Related Agencies (Ranking Member)
  - Legislative Branch
  - Subcommittee on Military Construction, Veterans Affairs, and Related Agencies

## Politische Ansichten
Farr gilt als Gegner des amerikanischen Engagements in Irak und stimmte gegen den PATRIOT Act. Im September 2008 stimmte er gegen das Amerikanisch-Indische Abkommen zur friedlichen Nutzung von Atomenergie.

## Familie
Farr ist verheiratet, hat eine Tochter und eine Enkelin.